# 二曲輪豬助
二曲輪 豬助 ( にのくるわ いすけ，生歿年不詳 )是戰國時代的風魔忍者眾，受首領風魔小太郎之命，侍奉小田原城北條氏康。
天文十四（1545）年，山內上杉家上杉憲政、扇谷上杉家上杉朝定及古河公方足利晴氏共計八萬大軍，合圍北條軍勇將北條綱成所鎮守的武藏河越城。雙方對壘至翌年四月，北條氏康率軍自小田原城救援河越。
豬助在此戰中以其俊足(=駿足，快走或快跑之意)之技，侵入敵陣刺探軍情時，被上杉軍配下忍者發現，上杉忍者太田犬之助（おおた いぬのすけ）追來，雖對手具有犬之名，身具韋駄天之術，被其緊追於後約五六里(兩、三公里)有餘，最後盜農家馬而逃之佚聞。
其情報使氏康決定朝早已斷糧的上杉憲政、上杉朝定、足利晴氏聯軍發起夜間突襲。
此戰深谷上杉朝定戰死，深谷上杉家一脈斷絕；而憲政、晴氏大敗而逃。
日本史稱戰國三大奇襲戰之一的“河越夜戰”。
之後、於山內上杉軍流行一首關於猪助之打油詩歌。
「駆り出され　逃げたる猪助　卑怯もの　能くも太田（追うた）が　犬之助かな」
大意是 : 揶揄猪助騎馬逃跑膽怯之行為，歌誦太田犬之助之能為。
因忍者的使命是要傳達有用的信息到主君之手，不像武士應壯烈光榮地死在戰場上，忍者說什麼不可逃脫是愚蠢的。
不堪屈辱之豬助為扳回顏面發送挑戰書到山內上杉，而犬之助也同意接受了之豬助挑戰。
為彌補之前比試中的遺憾，這場忍者比試雙方決定不比性命相搏之技巧，只以俊足忍技決勝負，持續俊足比試。
河越往西十里(5.3公里)，飛馳於群山之中，犬之助力竭而亡、猪助勝。河越城位於武藏野大平原，實際上是沒有什麼群山的，跑個五公里也不至於力竭身亡，所以此事件無真實性可言，在日本多以明治改制後的日本里(約3.9公里)來誇大這故事，兩次奔跑變成跑24公里及40公里，若跑24公里都快跑到小田原城的支城八王子城，又何需盜馬。
北條家滅亡後，風魔忍者眾在首領風魔小太郎帶領下江戶淪為盜匪，武田家亡後，配下流亡透波忍者亦漂泊到德川家康的領地江戶(現今東京市) 成為盜賊集團，風魔忍者眾甚至與武田家流亡忍者眾，以透波眾高阪甚內為首之武田家忍者集團，在江戶內交惡。據說在1596年時，風魔眾與透波眾在一場決鬥中殺死了第二代服部半藏（服部正成)。最後家康下令懸賞緝拿，二大集團因為交惡後彼此互相告密而全部被捕入獄。 風魔小太郎也在慶長八年(1603年)被處刑，風魔一族滅絕。二曲輪豬助試圖振作，投靠伊賀忍者，到伊賀將風魔忍術傳與伊賀忍者。